# Rellotge de llanterna
El rellotge de llanterna, segurament anomenat així pel seu aspecte, fou el primer tipus de rellotge àmpliament usat en cases particulars. Són rellotges de paret, accionats amb peses penjants. Degueren aparéixer abans de l'any 1500, però es feren comuns després de 1600 (a Gran Bretanya, cap a 1620). Al s. XIX ja eren obsolets.

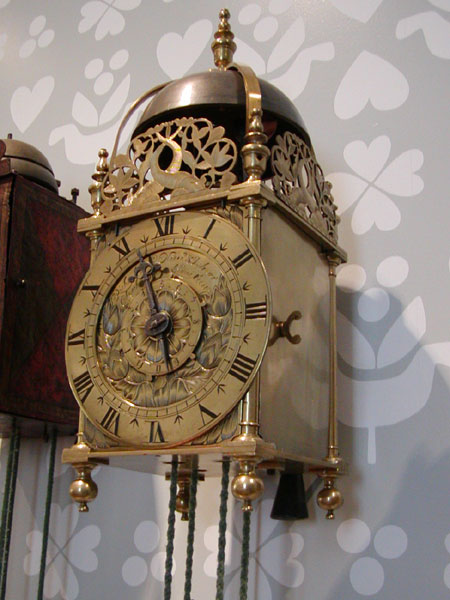
Rellotge de llanterna, amb la inscripció "Richard Ames Neere St. Andrew's Church in Holborn Londini Fecit"

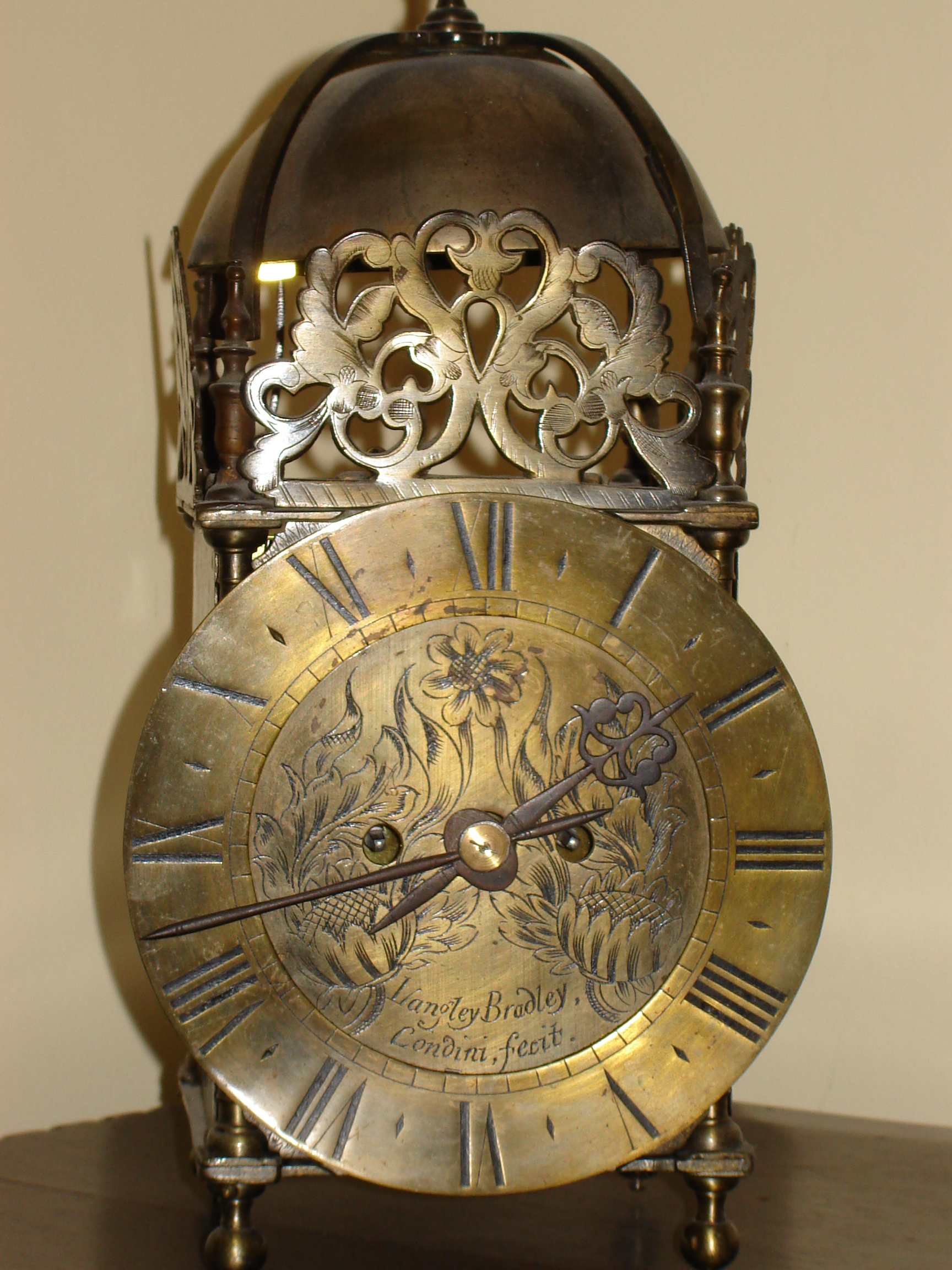
Rellotge de llanterna per Langley Bradley, Londres, c. 1700, convertit en mecanisme de ressort (amb el sistema de peses eliminat)

## Origen del nom
Hi ha dues teories sobre l'origen del nom rellotge de llanterna. Una és que en deriva de la seua forma, semblant a una llanterna rectangular d'aquell període, i que com aquesta, es penjava a la paret. L'altra és que el nom es refereix al bronze, el metall principal amb què els rellotges de llanterna solen estar fets. Els aliatges de coure (el bronze n'és un), antigament se solien anomenar latten, i llanterna podria ser una corrupció d'aquest mot. En inventaris de fabricants antics, els rellotges de llanterna se solen denominar rellotges de casa, rellotges d'habitació o senzillament rellotges. En l'Anglaterra de s. XVII, i durant més de cent anys, foren quasi l'únic tipus de rellotges domèstics existents.

## Història

### Origen i expansió
El rellotge de llanterna es fabrica cap a l'any 1500 en tallers artesans de Flandes i de França, des d'on s'estengueren per tot Europa. A la fi del s. XVI, ja es fabricaven en tallers establerts a Londres. Inicialment eren objectes molt cars, només a l'abast de la noblesa, tot i que a poc a poc els adquiriren les classes acomodades. La major part de la població continuava depenent de rellotges de sol o dels rellotges dels campanars per saber l'hora.
Està generalment acceptat que els primers rellotges de llanterna anglesos van ser construïts per Frauncoy Nowe i Nicholas Vallin, dues hugonotes exiliats de Flandes.
Els rellotges de llanterna es produïren en grans quantitats durant les dècades anteriors a la invenció del pèndol pel científic holandés Christiaan Huygens el 1656.

### Obsolescència
El desenvolupament de rellotges més evolucionats en suposà la progressiva desaparició, pràcticament total a la primeria del s. XIX. Es continuaren exportant a Turquia fins al s. XX, i foren objecte d'interés durant l'època victoriana.

## Característiques
Els rellotges de llanterna estaven fets quasi completament de bronze, mentre que la majoria dels rellotges anteriors s'havien construït amb ferro i fusta. El seu aspecte típic és el d'una caixa quadrada sobre peus esfèrics o d'urna, amb un dial circular gros (coronat per una sèrie de timbres que s'estenen per fora de la caixa en els exemples primerencs); sols tenen una agulla (l'horària), i una gran campana amb un remat superior. Solien estar decorats amb motius ornamentals situats damunt del marc.
Originàriament s'accionaven per peses: una pesa per al rellotge i una altra per a la timbre. Més tard, se'n fabricaren alguns models accionats per ressorts, i molts altres se'n transformaren en rellotges de pèndola.
Abans de l'aplicació del pèndol, els rellotges de llanterna primitius usaven una roda de gir continu, moderada per un sistema mecànic no oscil·lant, per això l'exactitud en quedava limitada a uns 15 minuts per dia. El pèndol, ràpidament adoptat (fins i tot en els models antics), augmentà molt l'exactitud d'aquests rellotges. Potser per motius de tradició, però, se'n seguiren fabricant amb una sola agulla.

## Galeria d'imatges

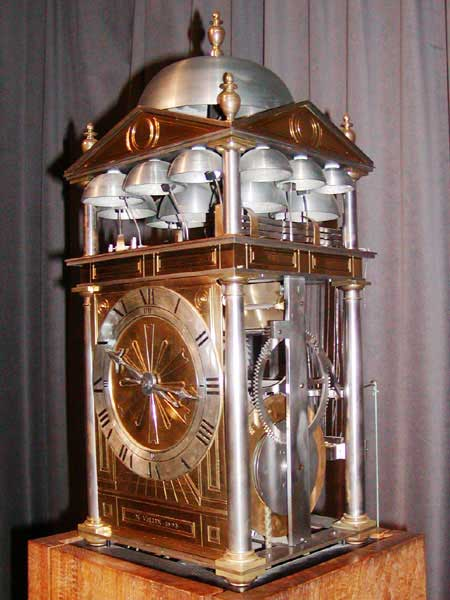
Rellotge de la firma "N. Vallin, 1598". Rèplica exposada al Museu Van Speelklok tot Pierement. l'original és al Museu Britànic de Londres
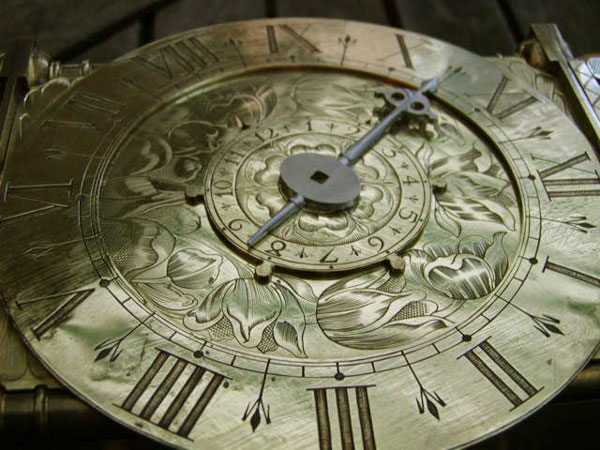
Exemple d'una decoració amb tulipes al dial d'un rellotge de llanterna
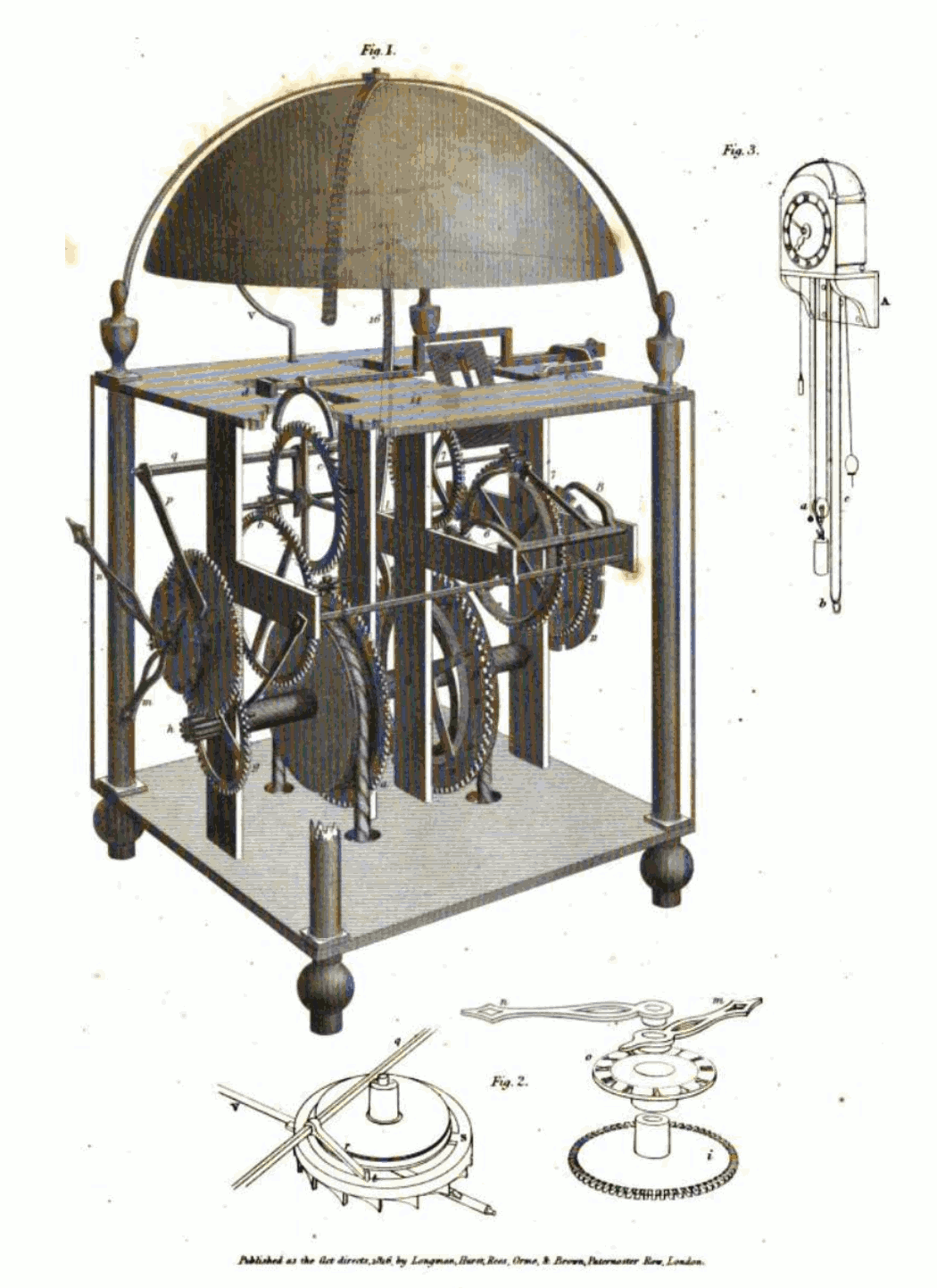
Moviment de rellotge amb fuita d'àncora